# João Amazonas
João Amazonas de Souza Pedroso (* 1. Januar 1912 in Belém; † 27. Mai 2002 in São Paulo) war ein brasilianischer marxistischer Theoretiker und Politiker der Partido Comunista do Brasil (PCdoB), sowie Guerillakämpfer der Guerilla von Araguaia.

## Leben
João Amazonas wurde am 1. Januar 1912 in Belém, der Hauptstadt des im Norden Brasiliens gelegenen Bundesstaats Pará geboren. Im Alter von 23 Jahren schloss Amazonas sich der Aliança Nacional Libertadora (ANL), einer, von der Partido Comunista do Brasil (damals noch unter dem Kürzel „PCB“ auftretend) unterstützten, jedoch über Partei- und Ideologiegrenzen hinaus zusammengesetzten, Allianz gegen die Ausbreitung faschistischer Tendenzen innerhalb Brasiliens, an. Zu dieser Zeit wurde Brasilien durch den Diktator Getúlio Dornelles Vargas autoritär regiert. In den nächsten Jahren wurde Amazonas sowohl Mitglied der União da Juventude Comunista als auch der PCB, welche ihn 1943 erstmals in ihr Zentralkomitee wählte. Amazonas gehörte zu den Kritikern des XX. Parteitages der Kommunistischen Partei der Sowjetunion (KPdSU), sowie den Folgen der Entstalinisierung, auch innerhalb der kommunistischen Parteien außerhalb der UdSSR und insbesondere der PCB. Bei der hieran ansetzenden Teilung der PCB blieb er Mitglied der Partido Comunista do Brasil, welche das neue Kürzel PCdoB annahm und folge nicht der stalinkritischen Fraktion, welche das Kürzel PCB beibehielt, sich aber fortan Partido Comunista Brasileiro nannte. Im weiteren Verlauf lehnte die PCdoB, auch durch den Einfluss von Amazonas, immer stärker den Kurs der KPdSU ab und orientierte sich stärker an den von Mao Tse-Tung, beziehungsweise im späteren Verlauf Enver Hoxha verkörperten Politikleitlinien an. Gleichzeitig war Amazonas von 1968 bis 1972 Mitglied der Guerilla von Araguaia und kämpfte innerhalb dieser Guerilla gegen die damals in Brasilien herrschende Militärdiktatur.

## Veröffentlichungen
- O direito da greve, os comunistas defendem na constituinte o direito de greve, Rio de Janeiro, Edições Horizonte, 1946.
- Pelo fortalecimento e unidade sindical, Rio de Janeiro, Edições Horizonte, 1946.
- O revisionismo chinês de Mao Tse-tung, São Paulo, Anita Garibaldi, 1981.
- Capitalismo e socialismo, Centro de Cultura Operária, [1982?].
- Pela liberdade e pela democracia popular, São Paulo, Anita Garibaldi, 1982.
- Socialismo : ideal da classe operária, aspiracoes de todos os povos, São Paulo, Anita Garibaldi, 1983.
- Autêntica organização de vanguarda, Centro de Cultura Operária, [1984?].
- O trotsquismo, corrente política contra-revolucionária, São Paulo, Ed. Anita Garibaldi, [1985?].
- Os desafios do socialismo no século XXI, São Paulo, Anita Garibaldi, 1999. ISBN 85-7277-015-1.

### Mitwirkung an Veröffentlichungen
- Araguaia : epopéia da luta pela liberdade, Brasília, Câmara dos Deputados, 1996. ISBN 85-7365-014-1.
- O significado da revolução socialista de 1917, São Paulo, Centro de Estudos Sindicais, 1998.